# پتی هرست
پتی هرست (انگلیسی: Patty Hearst؛ زاده ۲۰ فوریهٔ ۱۹۵۴) هنرپیشه و دختر ویلیام راندولف هرست عضو  مجلس نمایندگان ایالات متحده آمریکا بود که با ربوده‌شدنش توسط سازمان «ارتش آزادی‌بخش همزیست» (Symbionese Liberation Army) به شهرت رسید.
از فیلم‌ها یا برنامه‌های تلویزیونی که در آن نقش داشته می‌توان به گریان، پیکر و سریال مام اشاره کرد.